# Girolamo della Robbia

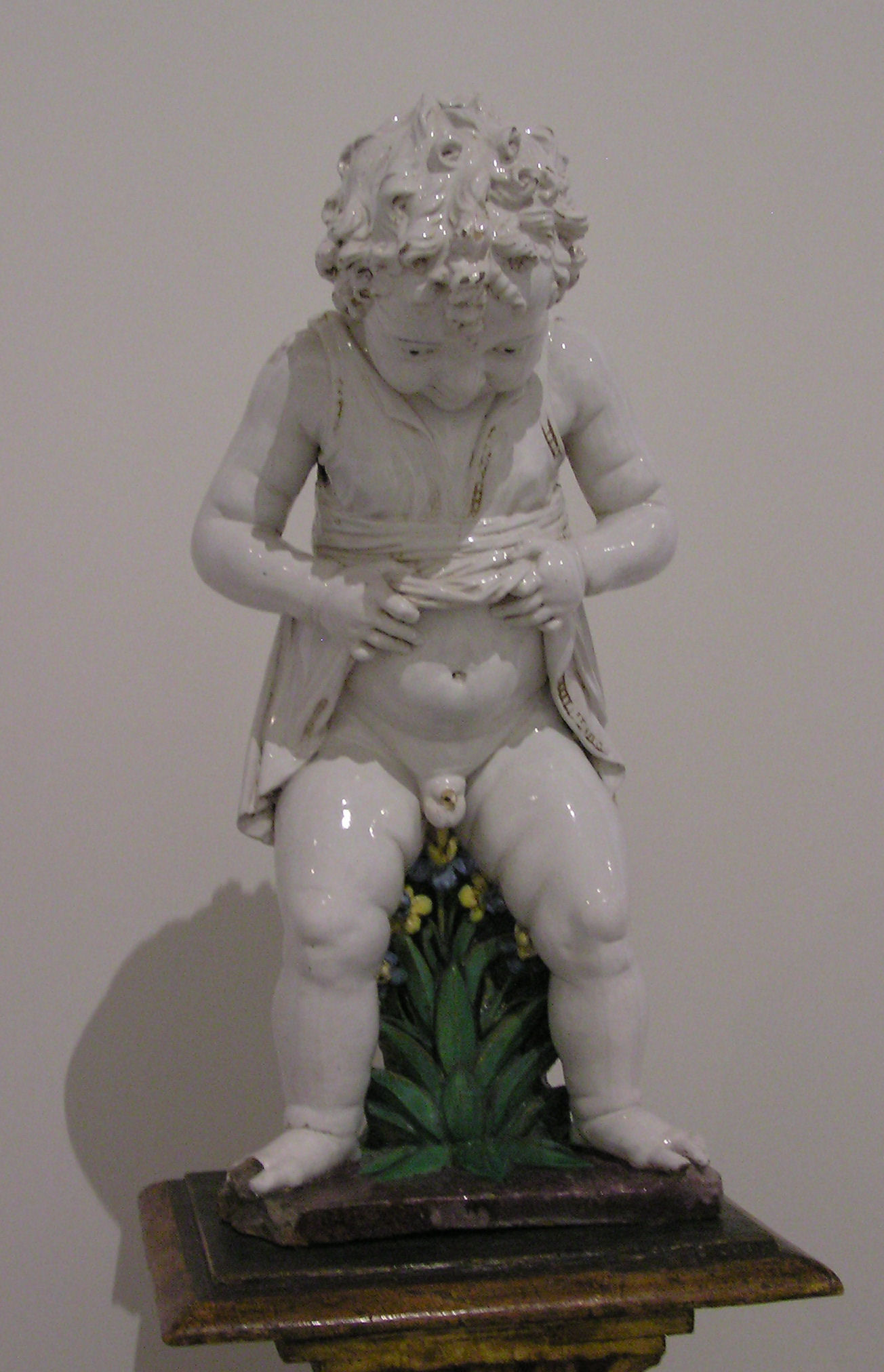
Girolamo della Robbia: Stehender Knabe als Brunnenfigur. um 1515 – 1520. Berlin, Skulpturensammlung und Museum für Byzantinische Kunst

Girolamo Domenico della Robbia (* 9. März 1488 in Florenz; † 4. August 1566 in Paris) war ein italienischer Bildhauer und Architekt.

## Leben
Girolamo della Robbia war ein Sohn des Bildhauers Andrea della Robbia und seiner Gattin Giovanna di Piero di Ser Lorenzo di Paolo. Er wurde von seinem Vater ausgebildet. Verheiratet war er mit Luisa di Piero. Gegen 1529 siedelte er, auf Einladung von König Franz I., nach Frankreich über, wo er, mit Unterbrechung, bis 1563 am Château de Madrid im Bois de Boulogne mitbaute. Das heute nicht mehr erhaltene „Porzellanschloss“, in der Lasurtechnik der della Robbia erstellt, gilt als sein bedeutendstes Werk. Nach dem Tod des Königs kehrte er für kurze Zeit nach Florenz zurück. Dort galt sein Kunststil mittlerweile als veraltet, so dass er sich erneut in Frankreich niederließ. 1546 erhielt er die Steuerfreiheit. Für das Grab König Franz II. fertigte er 1563 zwei Kinderfiguren aus Marmor an und für das Grab Karls IX. und der Katharina von Medici zwei Marmorengel und eine liegende Statue der Königin, die unvollendet blieb. Er war der Stammvater der französischen Linie der della Robbia, die sich noch bis mindestens 1654 nachweisen lässt.
Er gehörte zur dritten Generation der bedeutenden florentinischen Künstlerfamilie. Seine Werke sind solide ausgeführt und stehen ganz in der Tradition der della-Robbia-Werkstatt.

## Werke (Auswahl)
- Berlin, Skulpturensammlung und Museum für Byzantinische Kunst
  - Stehender Knabe als Brunnenfigur. um 1515–1520
- Jesi, Museo Civico
  - Geburt Christi und Verkündigung an die Hirten.
- Jesi, Museo e Pinacoteca Comunali
  - Die Anbetung des Kindes.
- Los Angeles, J. Paul Getty Museum
  - Bildnisbüste eines Mannes. um 1526 – 1531
- New York City, Metropolitan Museum of Art
  - Bildnis des französischen Königs Franz I. um 1529
- Paris, Musée National du Louvre
  - Liegende Statue der Katharina von Medici.
  - Medaillon mit einer ungedeuteten Allegorie. (zugeschrieben)
- Siena, San Cristoforo
  - Der heilige Galganus. (zugeschrieben)
- Volterra, Museo Diocesano d’Arte Sacra
  - Der heilige Michael. (zugeschrieben – vielleicht unter Mithilfe eines Schülers, oder Werkstattarbeit)